# Monthly Shōnen Rival
Monthly Shōnen Rival (月刊少年ライバル?, Getsu-Kan Shounen Raibaru) era una rivista di manga shōnen edita a cadenza mensile dalla Kōdansha e pubblicato il 4 di ogni mese da aprile 2008 con una circolazione di circa 48 000 copie a settembre 2013. Kodansha ha terminato la pubblicazione della rivista il 4 giugno 2014.

## Storia della rivista
La rivista è nata per sostituire Comic Bom Bom, chiusa dalla casa editrice il 15 novembre 2007. Nonostante ciò però non mantiene il target a cui era indirizzata la vecchia rivista, principalmente verso gli studenti delle elementari, ma si dirige verso gli studenti delle scuole superiori. Kōdansha ha speso circa 250 milioni di Yen per pubblicizzare la rivista, stampandone 300 000 copie per il lancio. È principalmente indirizzato ad un pubblico di ragazzi più maturo. La casa editrice ha annunciato, tramite un comunicato sul suo sito, la chiusura di Shōnen Rival avvenuta il 4 giugno 2008, sostituita da una nuova rivista, Monthly Fairy Tail.

## Serie pubblicate
La rivista sin dalle sue prime uscita si è potuta avvalere della presenza di autori importanti come Hiro Mashima che ha serializzato Monster Hunter Orage, Seishi Kishimoto che ha serializzato Blazer Drive e Crimson Wolf, Rando Ayamine che ha serializzato Holy Talker, oltre a vari autori che hanno disegnato diversi capitoli autoconclusivi, come George Morikawa e Shuichi Shigeno.
Le serie pubblicate sono ventitré.
| Titolo                                                                                         | Mangaka                         | Prima Uscita   |
| ---------------------------------------------------------------------------------------------- | ------------------------------- | -------------- |
| Apocalypse no toride (アポカリプスの砦?)                                                       | Kazu Inabe, Yū Kuraishi         | settembre 2011 |
| Ashita no familia (あしたのファミリア?)                                                        | Akihiko Higuchi                 | dicembre 2009  |
| Bōkoku no Siegfried (亡国のジークフリート?)                                                    | Yoshikazu Amane                 | marzo 2012     |
| Dōbutsu tantei Madoka no suiri nisshi (動物探偵まどかの推理日誌?)                              | Keisuke Satō, Masaru Miyazaki   | aprile 2013    |
| Edo tenmaroku: Haru to kami (江戸天魔録 春と神?)                                               | Yuki Kobayashi                  | agosto 2012    |
| Hell's Kitchen (ヘルズキッチン?)                                                               | Gumi Amashi, Mitsuru Nishimura  | febbraio 2010  |
| Holy Talker (ホーリートーカー?)                                                                | Rando Ayamine                   | aprile 2008    |
| Honto ni atta! Reibai-sensei (ほんとにあった!霊媒先生?)                                        | Hidekichi Matsumoto             | aprile 2008    |
| Imasugu kurikku! (いますぐクリック?)                                                           | Takeru Nagayoshi                | aprile 2008    |
| Kaeru no ossan (かえるのおっさん?)                                                             | Zenyuu Shimabukuro              | aprile 2013    |
| Kaguya to uchū no himitsu (かぐやと宇宙の秘密?)                                                | Nobuhiro Kawanishi              | settembre 2012 |
| Kuso Neko Shiro (クソ猫シロー?)                                                                | Yuki Okada                      | novembre 2013  |
| Magico (MAGiCO?)                                                                               | Chikara Sakuma                  | agosto 2008    |
| Maō Belphegor (魔王ベルフェゴール?)                                                            | Ryōichi Yokokama                | gennaio 2012   |
| Momo pro z (ももプロZ?)                                                                        | Tetsuya Kojō                    | febbraio 2012  |
| Otōto catcher ore pitcher de! (弟キャッチャー俺ピッチャーで!?)                                 | Shinji Tonaka                   | aprile 2008    |
| Psycho Romantica (サイコろまんちか?)                                                           | Motoki Koide                    | dicembre 2013  |
| Sakurasaku Shōkōgun (サクラサク症候群?)                                                        | Renji Hoshi                     | febbraio 2013  |
| Samurai ragazzi – Sengoku shōnen seihō kenbunroku (サムライ・ラガッツィ -戦国少年西方見聞録-?) | Tatsuya Kaneda                  | luglio 2010    |
| Shiochu (しー・おー・ちゅー?)                                                                  | Sesuna Mikabe                   | settembre 2013 |
| Tadashi Ikemen ni Kagiru (ただしイケメンに限る?)                                               | Mikio Itou                      | gennaio 2014   |
| Take dake dake! - Takedakei gentei (たけだけだけ -武田家限定-?)                                | Tomoe Kasahara                  | giugno 2013    |
| Tokyo Ravens - Sword of Song (東京レイヴンズ Sword of Song?)                                   | Kouhei Azano, Sumihey, Ran Kuze | ottobre 2013   |